# 제1대 채텀 백작 윌리엄 피트
제1대 채텀 백작 윌리엄 피트(William Pitt, 1st Earl of Chatham, 1708년 11월 15일 ~ 1778년 5월 11일)은 그레이트 브리튼 왕국의 휘그당 정치인으로 둘째 아들 소 피트(William Pitt the Younger)와 구별하기 위하여 대 피트(the Elder)라 불린다.  프랑스와 영국 사이에 싸우던 7년 전쟁 (북아메리카에서는 프렌치 인디언 전쟁) 동안 장관으로서 최고의 명성을 얻었고 이후의 영국의 총리였다.  미국의 피츠버그는 그의 이름을 땄다.  자신이 2년간 총리였어도 그는 18세기를 통하여 지배적인 정치적 인물이었다.  그의 가장 중요한 업적 중 다수는 그가 최고의 직무를 차지하기 전에 왔다.  그는 자신을 "위대한 평민"으로 별명을 붙힌 일반 대중과 함께 자신을 인기있게 만든 "대영 제국의 탄생"에 대해 공로를 인정받았다.
그는 캐나다, 인도, 서인도 제도와 서아프리카에서 영토 확장을 위해 책임이 있었다.  그는 "데번셔와 뉴캐슬 백작의 초기 총리직을 통하여" 효과적 총리였다.  자신이 귀족제를 받아들였을 때 그의 인기는 쇠퇴하였다.  그러나 많은 면에서 그는 세계가 알려진 "태양이 지지 않는" 대제국으로 말해졌던 것에 제2차 세계 대전의 종말까지를 통하여 세계에서 주요 권력들 중의 하나인 영국의 설계자로서 숙고될 수 있다.  야망적이고 종종 조정적인 남자인 그는 어쩌다 공공재보다 자신 소유의 성취를 위하여 일했다.

## 어린 시절

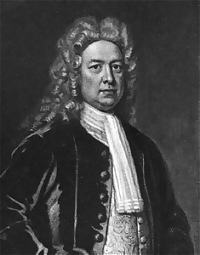
토머스 피트 총독

웨스트민스터에서 태어난 피트는 엄청난 크기의 다이아몬드를 오를레앙 공작에게 135,000 파운드 가량에 팔았던 이유로 "다이아몬드 피트"로 알려졌던 마드라스의 총독 토머스 피트 (1653-1726)의 손자이자 콘월주 보코녹의 로버트 피트의 작은 아들이었다.  그것은 주로 부의 지위와 정치적 영향으로 오래된 것들 중의 하나였던 총독이 가족을 키울 수 있게 되었던 이 행운의 거래로 의해서였다.  후자의 그는 의회를 대표했던 구역인 솔즈베리에 있는 올드새럼으로 불린 시골 지역의 부르주아지 임대권을 구매하면서 인수하였다.
윌리엄 피트는 이튼 칼리지에서 교육을 받았고 1727년 7월 옥스퍼드 대학교 트리니티 칼리지에서 신사 평민으로서 입학되었다.  거기에는 만약 잠시의 정확한 고전적인 학자가 아니었다면 그가 폭넓게 독서를 했고 데모스테네스가 그가 가장 좋아했던 작가였다는 주목할 만할 일과 번역과 재번역의 실습에 의하여 부지런히 표현 능력을 키웠던 증거가 있다.
그가 학교 시절에도 겪었던 유전적인 통풍이 해외 여행을 하기 위하여 학위를 취득하지 않고 대학을 그만두도록 강요했다.  그는 어쩌다 프랑스와 이탈리아에서 시간을 보냈으나 질병은 다루기 힘든 것으로 판명되었고 그는 자신의 일생의 말기까지 점점 더욱 심해지는 공격을 자주 받았다.  1727년 그의 부친이 사망하였고 그가 돌아오는 길에 어린 아들이 직업을 선택하는 것이 필요했다.  군대를 선택한 그는 자신의 친구들의 관심을 통하여 용기병에서 기병대 기수의 위임을 얻었다.  조지 2세는 "말의 무서운 기병대 기수"의 조롱을 전혀 잊지 않았다.
그러나 그의 군사 경력은 짧은 운명이었다.  그의 형 토머스는 오크햄프턴과 올드새럼 둘다를 위하여 1734년의 총선으로 반환되었고 이전에 앉는 것에 선호했기 때문에 가족 자치구는 일반적으로 그러한 경우에 인정되는 자연권의 종류에 따라 동생에게 떨어졌다.  따라서 1735년 2월 윌리엄 피트는 올드새럼의 "썩은 자치구"를 위한 의원으로서 의회에 입문하였다. 해리 펄트니 아래 로버트 월폴의 독점적 권력에 대한 사랑으로 인해 반대에 직면하게 된 "애국자"들로 알려진 불만이 가득하 휘그당의 강력한 무리에 합류한 피트는 매우 짧은 시간 안에 가장 저명한 의원 중 하나가 되었다.

## 하원 정치
1736년 4월 웨일스의 왕자 프레더릭의 결혼에 조지 2세에게 축하사 토론에서 그의 처녀 연설이 말해졌다.  행사는 칭찬 중 하나였고 보고되었던 대로 연설에서 눈에 띄는 것이 하나도 없었으나 당파적 성격의 토론에서 그가 곧 그랬덧이 그가 자신을 드러냈을 때 그것은 그에게 집안의 주의를 끌기 위한 것이었다.  월폴이 군에서 그가 해고되도록 함으로써 그를 처벌하는 데 적합했던 정부의 비평가로서 그는 너무나 알밉게 되었다.
몇년의 세월 후에 그는 정치적 차이에 계산원 제도를 강력히 비난할 기회가 있었으나 그 정신의 특징적인 고상함을 가지고 자신의 사건에 대해 언급하는 것을 꺼렸다.
그의 위임의 상실은 곧 그에게 이루어졌다.  하노버가에서 평소처럼 경우로서 만약 일반적으로 군림하는 가문이 아니라면 왕위 계승자는 야당의 후원자였고 전직 기병대 기수가 프레더릭 왕자에게 " 침실의 신랑"이 되었다.
이 새로운 직위에서 그의 적대감은 예상대로 조금도 완화되지 않았다.  그는 연설가가 바랄 수 있는 모든 타고난 재능을 가지고 있었는 데 위압적인 존재, 우아한 다소의 연극적 태도, 날카로운 밝기의 눈과 최대한의 유연성을 갖춘 음성이었다.  가끔 양간 팽팽했던 그의 스타일은 고귀하고 열정적이었으며 청중의 확신을 좌우하는 데 연설자가 가질 수 있는 가장 강력한 도구인 항상 그 강렬한 확신의 인상을 지니고 있었다.  그러므로 월폴의 몰락에 끝난 몇년의 세월을 통하여 오래 끌어진 일련의 격렬한 논쟁에서 자연적이었으며 그의 웅변은 최종 결과를 가져오는 데 합쳐진 수단들의 가장 강한 것들 중의 하나와 같아야 했다.
특히 현대의 증언에 따르면 효과적인 것은 하노버가의 보조금와 1739년 스페인의 협약에 반대하고 월폴 행정부의 지난 10년의 세월들로 조사를 위하여 1742년 동의안에 찬성에 연설들이었다.  소문으로부터 만들어졌던 이러한 연설에 대한 염두에 보고가 내려졌다는 점을 염두에 두어야 했으며 그러므로 필연적으로 가장 불완전하였다.  1739년 3월 8일 하원에서 회의에 반대하는 연설에서 피트는 다음과 같이 말했다.
무역이 위태로워 질때 그것은 당신의 마지막 참호이며 당신은 그것을 방어해야 합니다. 그렇지 않으면 멸망할 것입니다... 각하, 스페인은 아메리카에서 전쟁의 결과를 압니다. 누가 이득을 보든 그것은 그녀에게 치명적일 것입니다.  그녀는 그것을 알고 그러므로 그것을 피해아 하나 그녀는 잉글랜드가 감히 이루어질 수 없다는 것을 알고 있습니다... 유럽의 전체 해군들에 보다 당신의 항구들에 더욱 많은 선박과 함께 한다면 더 이상 잉글랜드의 의회가 아니겠습니까?  당신의 아메리카 식민지들 에 2백만명 이상과 함께 당신은 스페인으로부터 불안하고, 만족스럽지 못하고, 불명예스러운 받는 것을 편리하다고 듣게 될 것입니다.
1742년 월폴은 마침내 오랫동안 지속된 반대의 공격에 굴복할 수밖에 없었고 윌밍턴 백작에 의하여 계승되었다.  행정부의 변화에 피트의 지휘는 심각한 비난을 받을 수 있었다.  월폴의 기소에 관하여, 그리고 몰락한 대신에 대한 증거에 대한 배상의 법안을 지지한 그가 고집하는 끊임없는 보복심은 그 자체로는 관대하지 않았으나 특정 조건에서 그의 모든 영향력을 반대 방향으로 사용하는 데 피트가 제안하기 얼마 전에 그것이 알려졌을 때 그것은 긍정적으로 가치 없는 것처럼 보였다.  가능하게 그는 주로 자신이 하노버가에 관한 연설을 했던 경멸적인 어조로 인해 발생한 국왕의 강한 개인적 혐오감으로 인해 당시 몹시 괴로워졌으며 그는 자신이 크게 기여한 승리의 열매를 거둔 자리를 얻어서가 아니었다.
그가 행동하는 데 익숙했던 사람들 중 몇몇이 포함되어 있었지만 카트렛의 해고 후에 1744년 소위 "광범위한" 행정부가 형성되었으며 처음에는 하위 직위에서도 피트 자신을 포함하지 않았다.  그의 입문에 대한 장애물이 극복되기 전에 그는 자신의 사적 재산에 놀라운 이득을 얻었다.
1744년 기품 있는 귀부인 말버러 공작부인 사라 처칠이 84세의 나이로 사망했을 때 그녀는 그에게 "잉글랜드의 법률의 지지를 위하여 그리고 조국의 폐허를 방지하는 데 그가 만든 고귀한 방어의 인정"으로서 1만 파운드의 유산을 그에게 남겼다.  그녀의 증오심은 그녀의 사랑만큼이나 강하다는 것이 알려지면서 유산은 아마 그녀가 피트를 존경하는 것 만큼 월폴을 싫어하는 표시이기도 했다.  비록 그것이 시간 순서대로 나오지는 않지만 공공의 미덕에 대한 진술은 피트가 단 한 번도 받은 적이 없는 행운을 누렸던 감사의 표시의 형성의 두번째 대상이었던 것을 언급되었을 것이다.  말버러 유산의 대략 20년 후, 그가 개인적으로 전혀 알지 못하는 소머셋 남작 윌리엄 핀센트 경은 그의 정치적 경력에 대한 승인의 증언으로 그에게 1년에 대략 3천 파운드 가치의 전체 사유지를 남겼다.

## 정부에 오르며

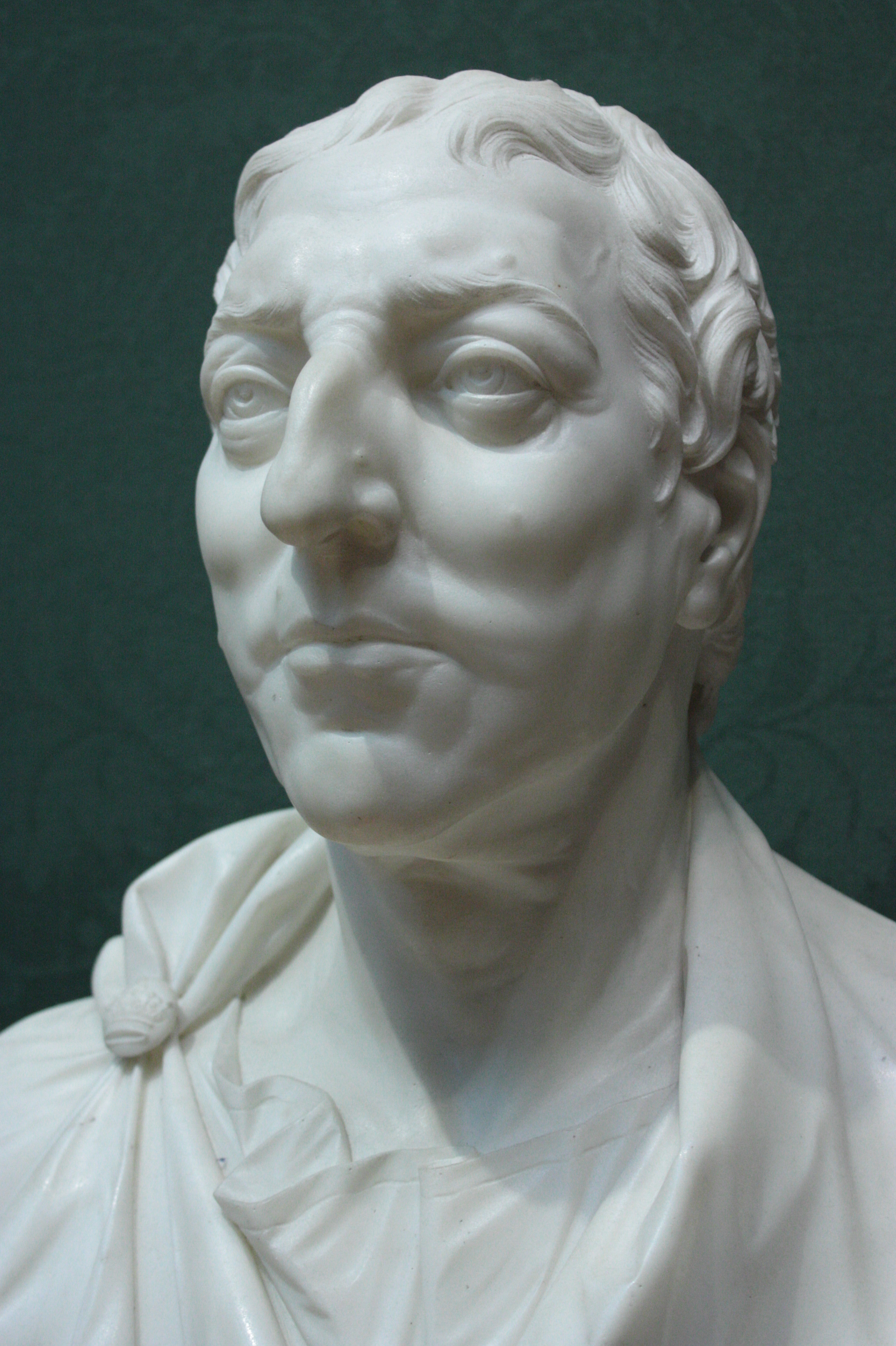
대 피트의 조각상 (조지피 윌턴 작, 국립 초상화 미술관 소재)

후자가 궁정에서 호감을 살 수 있는 모든 것을 다 했지만 자신이 공격적으로 보였던 질문에 대한 어조를 바꾸어서 결국 국왕은 정부에서 그에게 자리를 주기로 동의했지만 그것은 그다지 좋은 결정은 아니었다.  문제를 강제로 하는 데 펠험가는 그가 입문해야 할지 말지에 대한 질문에 대하여 명시적으로 사임해야 했고 그것은 단지 그들이 아일랜드의 부회장으로서 얄미운 정치인과 함께 복직되었던 샐행 불가능한 것을 다른 방식들이 증명한 것 뿐이었다.  이 일은 1746년 2월에 있었다.
동년 5월 그는 내각에 없었어도 추밀원에서 자신에게 자리를 준 경리감의 더욱 중요하고 유리한 직위로 승진되었다.  여기서 그는 군주와 국가 둘다에 인상을 깊게 준 방향에서 자신의 공적 정신과 정직성을 보여줄 기회를 가졌다.  그것은 사전에 자기 손에 있는 모든 돈의 이자를 자기에게 돌리는 데 이전 경리감들의 일반적인 관행이었으며 또한 역외 보조금 전체에 1/2 퍼센트의 수수료를 받는 것이었다.  관행에 대한 강한 여론은 없었어도 피트는 그것으로부터 이익을 얻는 것을 전혀 거부했다.  모든 진전은 필요할 때까지 잉글랜드 은행에서 그에 의하여 제출되었고 모든 보조금은 그에게 전달되었음에 불구하고 공제없이 지불되어 그는 법적으로 그에 붙는 급여를 넘어서 자신의 직무에서 실링을 뽑지 않았다.  분명히 무관심하지만 이런 지휘는 그것이 창조하고 정치인으로서 피트의 권력의 원동력을 형성한 대중의 신뢰 속에서 즉각적이고 충분한 보상 없이는 가지 않았다.
1746년에 형성된 행정부는 1754년까지 물질적인 변화 없이 지속되었다.  그 일은 피트가 자신의 경멸적으로 종속적인 위치 자체가 그에게 다음과 같은 자격을 부여했을 것보다 그의 공개된 서신을 보면 그가 정책 형성에 더 큰 영향력을 행사하고 있는 것으로 보였다.  직위에 있을 때 자신이 격렬하게 비난했던 스페인의 조약과 대륙의 보조금 같이 그의 지원 조치에 대한 행동은 매우 비판을 받았으나 하지만 특정 한도 내에서 실제로는 잘 정의되지 않았던 불일치는 결코 잉글랜드의 정치인의 악덕으로 간주되지 않았다.  시간은 바뀌고 그는 시대에 따라 변했다는 이유로 비난받지 않았다.
직무에서 자신의 공직 생활의 시작을 회고한 피트는 적어도 다른 사람들이 한 것만큼은 정당하게 "그 이후로 많은 일이 일어났다"는 변명을 했을 수도 있다.  항상 사무직의 제약과 책임을 위하여 허용이 이루어져야 했다.  피트의 경우에도 그가 행동했던 반대가 점차 사라져가고 1751년 웨일스의 왕자의 사후 더 이상 조직적인 존재가 없게 되었다는 것을 염두에 두어야 할 것이었다.  그러고나서 검색의 권리로서 스페인에게 중요한 질문에 관하여 피트는 자신이 월폴의 행정부 동안 따르던 과정이 지키기 어려웠다는 것을 인정함으로써 비판을 무력화시켰다.
이러한 다양한 고려 사항에 모든 적절한 가중치가 주어졌음에도 불구하고, 피트는 그 안에서 일관성은 일반적으로 사소한 것으로 간주된 한계를 넘었다.  그의 가장 큰 목표는 먼저 직위를 얻어 그러고나서 국왕의 호의를 베풀어 자신의 재임 기간을 안전하게 만드는 것이었다.  이 객체를 실행하는 데 그의 정책의 많은 부분이 겪은 전체 혁명은 순수한 목표와 높은 야망의 정치인에 생각하는 데 매우 즐거웠던 갑작스럽고 설명할 수 없는 변화와 너무 닮았다.  굴욕은 그가 국왕과 잘 설 수 있도록 그가 "자신의 삶의 모든 행동을 통해 과거를 지우고 싶다"는 욕망을 표현하는 편지로 적용하기에는 너무 강한 용어가 아니다.
1754년 헨리 펠럼이 사망하고 자신의 형 제1대 뉴캐슬 공작에 의하여 업무의 수장으로서 계승되었다.  피트에게 변화는 아무런 발전도 가져오지 않았고 그러므로 그는 로버트 월폴 경에 의하여 주어진 그의 수장에 대한 설명의 진실성을 시험할 기회를 가져 "그의 이름은 반역자"로 불리었다.  그러나 한동안 공개적인 침해가 없었다.  피트는 자신의 지위를 지속하였고 올해에 일어난 총선에서 그는 노스요크셔주 올드보러의 공작의 부패 선거구를 위한 후보직마저 받아들였다.  그는 1747년 이래 시포드를 위해 앉아있었다.
하지만 의회가 열렸을 때 그는 자신의 감정 상태를 보여주는 데 오래 걸리지 않았다.  뉴캐슬 공작이 하원의 경영을 맡긴 자들에게 정치적으로 아무도 아니었던 제2대 그랜섬 남작 토머스 로빈슨 경을 무시한 그는 아직도 그의 아래 지속적으로 지냈어도 뉴캐슬 자신에 빈번하고 격렬한 공격을 가했다.  이런 이상한 상태에서 일이 약 1년 동안 계속되었다.  상세하게  1751년 11월 의회가 열린지 겨우 후에 피트는 직무에서 해고되어 자신이 의원이었던 정부에 의하여 제안된 대륙 보조금의 새로운 제도에 대해 장황하게 연설한 것에 대하여 토론을 하였다.  장관으로 임명되기 방금 전에 제1대 홀랜드 남작 헨리 폭스가 자신의 직위를 유지하였고 둘은 여전히 같은 당에 속해 있었고 이후에 다시 같은 정부에 지냈어도 그 이후로 그들의 아들들이 물려받은 불화처럼 보인 유명한 반대를 만든 그들 사이에 경쟁이 있었다.
피트가 다시 권력에 있을 때 또다른 한해가 간신히 지나갔다.  정부의 타고난 약점, 그의 반대의 활력과 웅변, 그리고 일련의 해외 군사 재난은 저항할 수 없는 대중의 분노감을 불러일으키기 위해 결합되었고 1756년 12월 이제 오크햄프턴을 위해 앉은 피트는 남부 부서의 장관과 제4대 대번셔 공작의 총리 재임 아래 하원의 원내대표가 되었다.  이 연정에 입문에 피트는 데번셔 공작에게 "각하, 나는 이 나라를 구할 수 있다고 확신하고 다른 누구도 할 수 없습니다."고 말했다.
그는 뉴캐슬 공작이 배제되어야 할 아무 행정부에 자신의 가입의 상태를 이루어 충분히 자연스러우면서도 그의 정부의 길어진 존재에 치명적인 것으로 판명한 원한을 보였다.  국왕이 친절하지 않으면서 부패적인 영향이 아직도 하원에서 지배적이었던 뉴캐슬 공작은 소외되어 여론의 도움 만으로 정부를 운영하는 것은 불가능하였고 단호하게 그것은 그의 편이라고 선언했을 수도 있었다.  역사가 베이즐 윌이엄스는 국왕의 임명에 의하여 혹은 의회의 선택으로서 보다 "한 남자가 국민의 목소리에 의해 최고 권력으로 부름을 받는" 데 영국 역사상 처음이라고 주장하였다.
1757년 4월 따라서 그는 국왕이 좋아하는 대륙 정책으로 자신의 반대 때문에 자신이 다시 직무로부터 해고된 것을 찾아냈다.  그러나 그를 직위에 머물게 할 만큼 충분하지 못했던 권력은 그를 배제하는 모든 조치를 불가능하게 만들 만큼 강력했다.  대중의 목소리는 오해받을 수 없는 방식으로 말했다.  아마 아무 잉글랜드의 장관 조차 대중의 신뢰와 찬사, 그에게 투표하는 수도와 주요 도시들 그리고 그들의 협력의 자유를 이렇게 많이 받은 적이 없었다.  호러스 월폴은 피트에게 수여된 다양한 도시들의 자유를 기록하였다.
몇주간 황금의 상자가 비처럼 내렸다 - 체스터, 우스터, 노리치, 베드퍼드, 솔즈베리, 야머스, 턱스버리, 뉴캐슬어폰타인, 스털링과 그리고 예를 따르는 다른 인구가 많고 주요한 도시들.  독특한 애정과 함께 엑서터가 참나무의 상자를 보냈다.
이로 인해 발생한 정치적 교착 상태에서 구제가 뉴캐슬과 피트 사이의 합의에 의해서만 가능했다.
몇주의 협상 후에 그가 불러질 것으로서 "위대한 평민"의 과정에서 견고함과 온건함이 교활한 동료의 특징적인 굴곡과 유리하게 대조되어 뉴캐슬이 정상적인 수뇌, 피트가 가상 정부 수장이었던 동안 문제는 다음과 같은 기준에 따라 해결되었다.  자신의 취임 수락에 관하여 그는 서머싯주 바스의 의원으로 선택되었다.

## 뉴캐슬-피트 내각

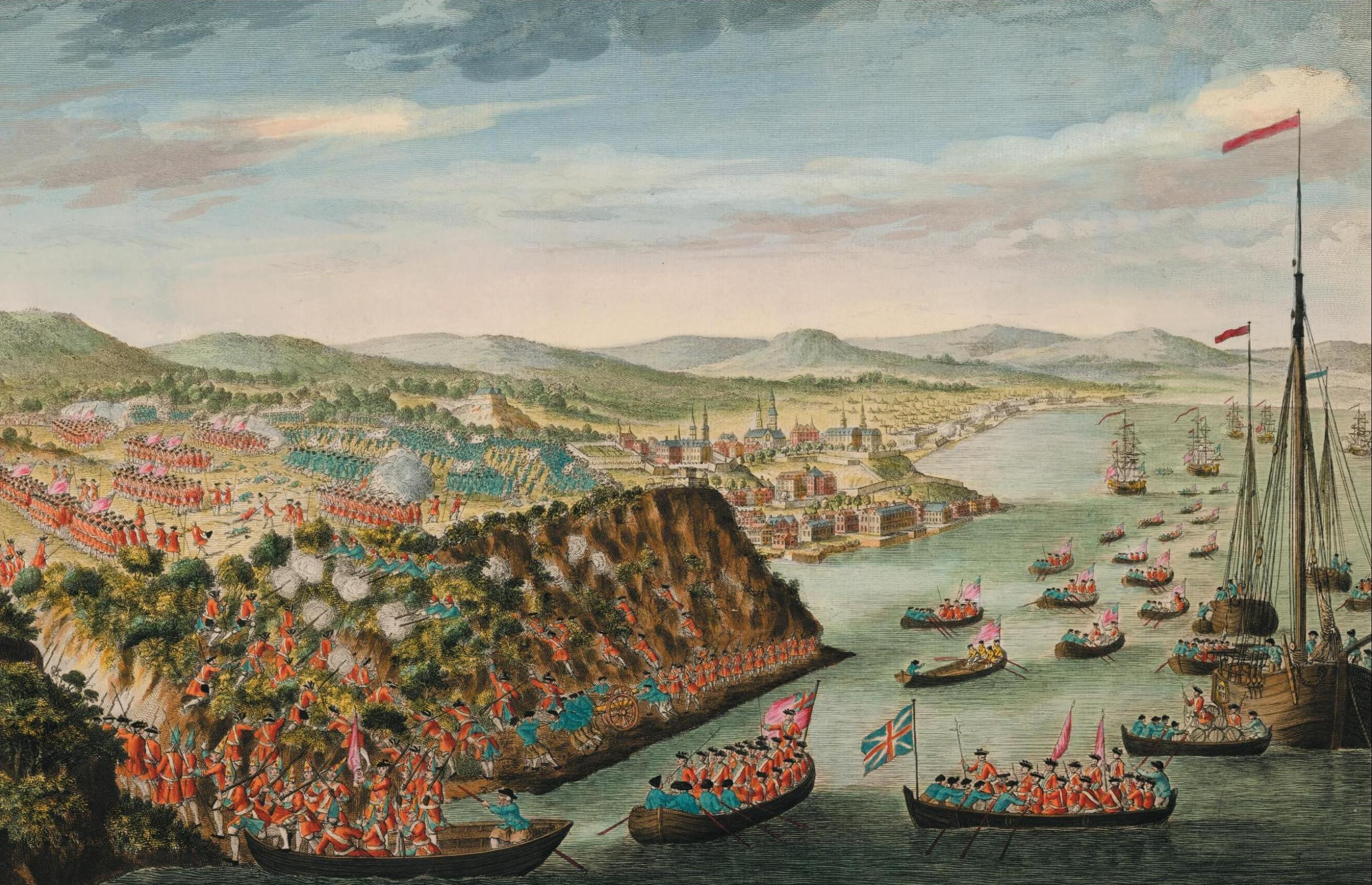
아브라함 평원 전투에서 영국군의 승리 (1759년)

1757년 6월 뉴캐슬 공작과 연정이 형성되어 1761년까지 권력에 지속적으로 남아있었다.  그 존재의 4년 동안 피트의 전기는 잉글랜드의 역사이며 그는 이 기간을 구성하는 중요한 사건들과 철저히 동일시되었고 그녀의 기록 중 가장 영광스러운 것 중의 하나로 국가의 대외 관계에 관한 한으로 보통 말해졌다.  이러한 사건들에 관한 자세한 설명은 역사에 속하며 전기에 필요했던 모든 것은 피트의 개인적 영향력이 실제로 어느 정도까지 그들에게서 발견될 수 있는지 지적하는 것이다.
그의 동시대 사람들의 일반적인 의견으로는 이 세월들의 전체 영광은 그의 천재성 덕분이었다고 말할 것도 없이 너무 많으며, 그의 마음 만이 계획을 세웠고 그의 정신은 지구 4개 지역 모두에서 영국군의 무기의 빛나는 업적을 고무시켰다. 1766년의 런던 매거진은 7년 전쟁에서 영국의 성곡을 위한 이유들로서 '피트, 퐁파두르, 프로이센, 프로비던스'를 제안하였다.  실제로 후손들은 자신의 목적을 수행한 사람들의 독립심과 천재성을 더욱 온전히 인식할 수 있게 되었다.  제임스 울프의 영웅주의는 억누를 수 없었을 것이며 로버트 클라이브는 자신을 "천국 출신의 장군"으로 증명할 것이며 프리드리히 대왕은 잉글랜드에서 누구던지 관직의 인장을 갖고 있던 세계가 알려진 가장 능숙한 전략가들 중의 하나로서 역사의 자신의 이름을 쓰려고 했다.
그러나 피트와 이 전체 3명의 관계는 그들의 행위에 대한 공로에서 그에게 큰 몫을 줄 수 있을 만큼 충분한 자격이 있었다.  그는 자신의 연공서열 규칙에 대한 무관심과 자신의 분명한 명령으로 인해 자신의 선택한 사령관들 - '고레섬의 포로' 오거스트 케펠 같은 몇몇의 피트의 부하들이 30대였던 것에 신뢰를 불러일으켰다.  그것은 퀘벡 공격을 지도하는 데 울프를 골랐던 그의 통찰력이었고 아브라함 평원 전투에서 그에게 승리자로서 죽을 기회를 주었다.  그는 자신의 행정부에 끊임없이 빛나는 다른 위대한 기업들보다 인도에서 개인적으로 성공에 별로 관여하지 않았으나 의회에서 그의 관대한 칭찬은 클라이브의 천재성을 자극했고 투쟁의 마지막에 행동한 세력은 그의 불굴의 정신에 의해 고무되었다.

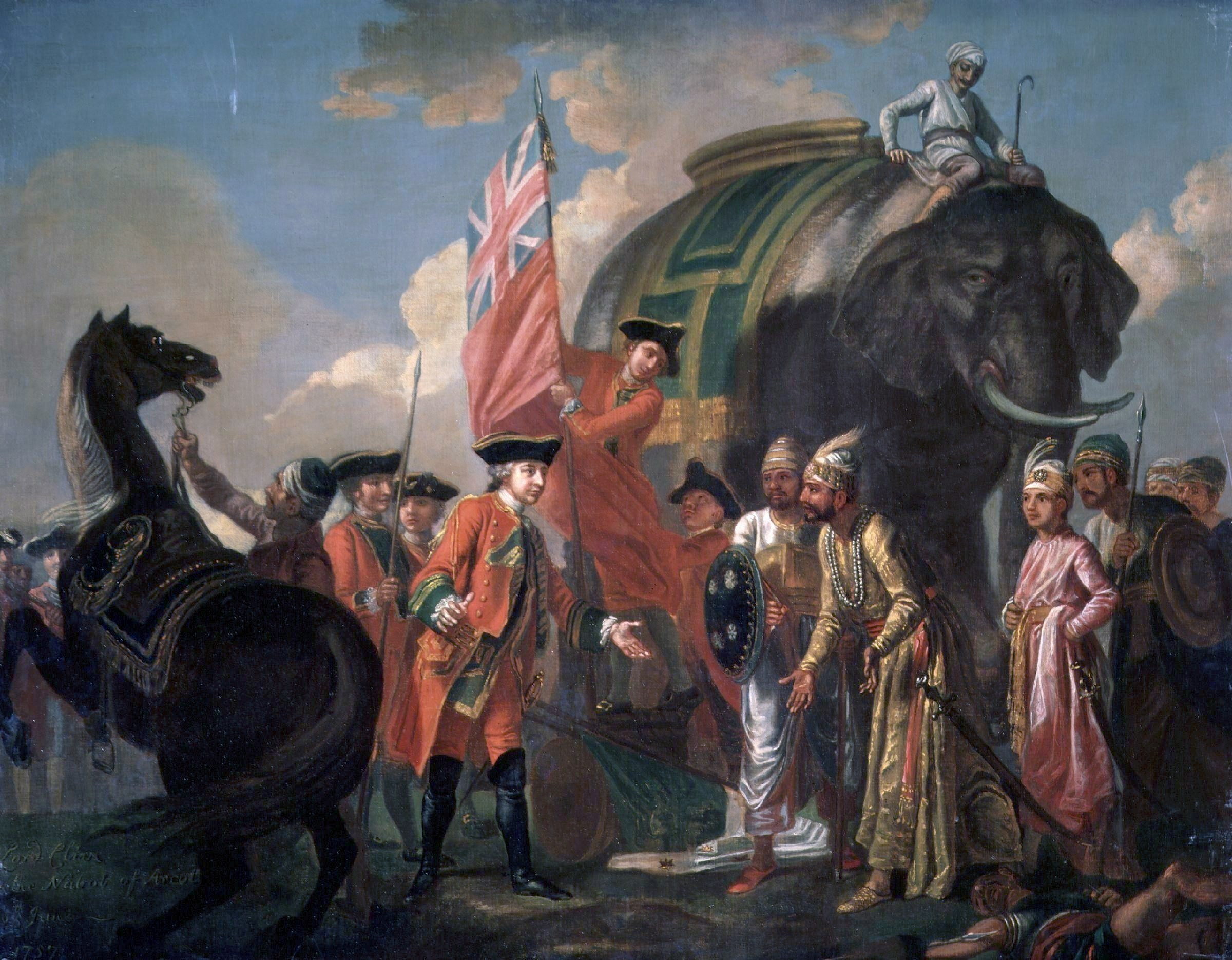
1757년 플라시 전투에서 로버트 클라이브의 승리는 군사는 물론 상업적 권력으로서 동인도 회사를 설립하였다.

클라이브가 플라시 전투에서 프랑스군을 성공적으로 물리쳐 인도를 확보한 동안 프랑스군과 자원들을 고갈시키는 데 대륙에 자금을 지원하고 군대를 배치하는 피트의 특별한 천재성은 영국이 주요한 영역들 - 캐나다와 서인도 제도에 집중하는 것이었다.  대륙 캠페인은 컴벌랜드 공작에 의하여 계속 진행되어 하스텐벡 전투에서, 그리고 민덴 전투에서 페르디난트 폰 브라운슈바이크볼펜뷔텔 공자에 의하여 패하였으며 영국의 대륙 캠페인은 2개의 주요 입장들 - 첫째로 동맹국, 특히 프로이센의 프리드리히 대왕에게 보조금을 지급하고 두번째로 식민지 전쟁으로부터 프랑스의 자원을 다른 데로 돌리고 또한 하노버를 방어하는 목적으로 군대에 자금을 조달하는 것이 있었다.
근대 잉글랜드 역사상 첫 진짜 제국주의자였던 피트는 조국의 확장에서 지휘하는 마음이었고 그와 함께 제국의 시작은 올바르게 연관되었다.  만약 한해의 7만 파운드의 보조금과 함께 피트가 프리드리히 대왕에게 공급하지 않았다면 7년 전쟁은 또다른 30년 전쟁이 될 뻔했고 추가로 프랑스를 상대로 독일의 서부를 방어하는 임무에서 그를 해방시켰다.  이것은 '라인강의 둑에서 캐나다를 얻은' 것을 자랑할 수 있도록 허용한 정책이었다.
당연히 동시대의 의견은 피트의 눈부신 외교 정책에 의하여 국가를 위하여 얻어진 영구적 결과를 추산하는 데 무능했다.  그의 가장 비용이 많이 드는 탐험 중 몇가지에 의해 실제로 얻은 것은 영광일 뿐이라는 것에 일반적으로 동의되었는 데 로슈포르 같은 장소들에 우회 공격들의 정책은 '황금 기니로 창문을 깨는 것'으로서 기억에 남는 것으로 묘사되었다.  그것은 심지어 잉글랜드가 그에게 직접 빚을 졌던 것은 그녀의 캐나다 지배였다는 유일한 영구 인수라고 말하기도 했으며 그리고 은밀히 말하면 이것은 인도 제국이 사실상 이겼던 것에 의한 캠페인은 그의 사역 동안 비록 성공적인 문제로 이어졌지만 그에 의하여 계획된 것이 아니었다는 것을 인정되었다.
그러나 비록 유일하게 확실한 물질적 확대는 전쟁 정책의  유일한 실질적 또는 지속적 효과는 아니다.  강력한 라이벌을 무너뜨리는 것이 지방을 정복하는 것보다 더 많은 것을 얻을 수 있었다.  자신의 캐나다 소유의 상실은 라구스에서 에드워드 보스코언과 키브롱만에서 에드워드 호크의 바다에서 승리를 포함했던 프랑스가 겪은 일련의 재난 중 하나일 뿐이다.  이런 패전들은 유럽과 세계의 미래에 큰 영향을 미쳤다.  동방과 서방 둘다에서 자신의 가장 귀중한 식민지들의 박탈과 대륙에서 완전히 패배한 잉글랜드의 굴욕은 역사에서 새로운 시대의 시작이었다.
피트의 승리적 정책은 다른 어떤 나라에서도 군주제의 삶 자체가 프랑스에서 보여진 경험을 되풀이한 군사적 위신을 파괴하여 프랑스 혁명을 서서히 가져온 많은 영향력들의 최소의 숙고적이 아니었다.  그것은 사실상 잉글랜드가 지금까지 자신에게 속았던 유럽의 협의회에서 지도력으로부터 박탈당했고 대륙 정치의 전체 과정에 영향을 끼쳤다.  이것은 매우 광범위한 결과이고 단 하나의 식민지의 단순한 획득이 아니며 여태까지 잉글랜드의 외교 정책을 지도한 전체의 가장 권력적인 대신에 그것이 아무리 가치 있는 것이라 할지라도 피트가 다음과 같이 간주되어야 한다는 주장을 구성하는 것은 아니다.

## 내각의 해체
뉴캐슬-피트 내가의 해체로 최후적으로 이끈 첫번째이자 일련의 변화들의 가장 중요한 것은 1760년 10월 25일 조지 2세의 사망과 그의 손자 조지 3세가 왕좌에 오른 것이다.  새로운 국왕은 개인적으로 정치를 보는 경향이 있었고 '피트가 가장 검은 마음을 가졌다'는 것을 믿도록 가르쳤다.  당연했던 대로 새로운 국왕은 자신 소유의 참사관들이 있었으며 뷰트 백작은 한번 장관으로서 내각에 입성되었다.  뷰트 백작과 피트 사이에 곧 심각한 불화가 일어났다.
프랑스와 스페인의 부르봉가가 잉글랜드를 상대로 공격적 동맹을 맺은 이른바 족벌파의 존재가 의심되어 피트는 스페인의 해군과 그 식민지들을 상대로 선제 공격이 이루어져야 한다고 주장하였다.  이 과정으로 뷰트 백작은 동의하지 않을 것이며 그의 거부는 제2대 템플 백작 리처드 그렌빌템플을 구한 그의 모든 동료들에 의하여 지지되면서 중요한 문제에 대한 그의 조언이 거부된 경우 피트는 내각을 떠날 수 밖에 없었다. - "나는 책임을 지고 지시할 것이며 내가 지시하지 않은 것에 대해서는 책임을 지지 않는다."
1761년 10월에 있던 그의 사임에 국왕은 그 자신에게 가장 기분 좋은 형성에서 왕실의 호의의 어떤 기호적인 표시를 받아들이도록 몰아냈다.  따라서 삼생 동안 그는 한해에 3천 파운드의 연금을 받고 1754년 그가 결혼했던 부인 헤스터 그렌빌은 자신 혼자 힘으로 채텀 남작 부인으로 창조되었다.  후자와 관련하여 우아하게 수여된 명예는 피트의 국내 생활이 특이하게 행복한 것이었다는 것이 언급되었을 것이다.
피트의 영혼은 자신이 물러난 정부에 대해 단순히 당파적 반대 입장을 취했다는 것을 인정하기에는 너무 고상했다.  반대로 그의 퇴직 후, 그의 지휘는 에드먼드 버크가 "그의 성격에 인장을 찍었다"고 말하면서 온건함과 무관심함이 특징이었다.  그가 내각에 주도권을 잡으라고 촉구했던 스페인과 전쟁은 불가피한 것을 증명했으나 그는 그 기회를 "말다툼과 비난"의 기회로 사용하는 것을 경멸하였고 전쟁을 계속하는 정부의 대책을 지지하는 발언을 했다.

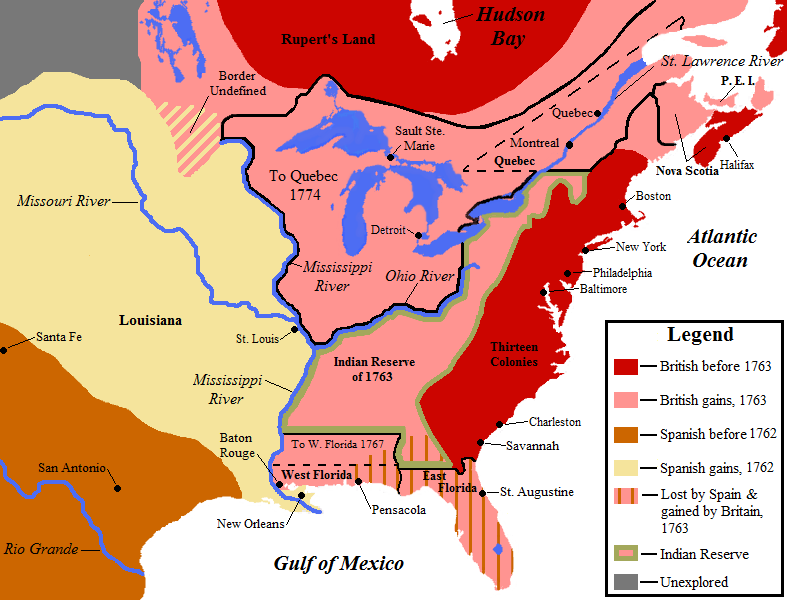
1763년 선언에 의하여 그려진 북아메리카의 새로운 경계들

파리 조약의 예비 단계로 그는 분노하며 저항하여 국가가 얻은 성공에 대하여 그 조건이 매우 부적절하다고 숙고하였다.  전년도의 12월 의회에서 조약이 토론되었을 때 통풍의 심각한 발작을 겪고 있음에 불구하고 그는 하원으로 옮겨졌고 3시간 동안의 연설에서 한번 이상이나 발작으로 중단된 그는 그 다양한 상태들에 대항하는 항의를 강하게 했다.  이 상대들은 설탕의 섬 (그러나 영국은 도미니카를 유지), 보스코언에 의하여 승리한 서아프리카에 있는 교역소들, 퐁디셰리 (프랑스의 인도 식민지)와 뉴펀들랜드에서 수산업 권리들의 반환을 포함하였다.  피트의 반대는 두가지 측면에서 나타났는 데 프랑스는 프리드리히 대왕이 배신당했던 동안 바다에서 다시 한번 강력해지는 데 의미들이 주어졌다.
하지만 평화를 성사시키는 데에는 강력한 이유가 있었는 데 국가의 부채가 1755년 74.50만 파운드에서 파리 조약의 해였던 1763년에 1억 3325만 파운드로 증가하였다.  이 부채를 갚아야 한다는 요구 사항과 캐나다에서 프랑스의 위협의 부족은 다음에 미국 독립 전쟁에 주요 운동들이었다.
1765년 동안 그는 공무를 수행할 능력이 전혀 없는 것 같았다.  이어진 해에 그는 거대한 권력과 함께 로킹엄 후작의 제안을 지지하였다.  인지세법의 폐지를 위한 로킹엄 행정부는 식민지들에 세금을 부과하는 데 비헌법적이라는 것을 주장하였다.  그러므로 그는 그와 함께 행동한 사람들 대부분은 편의를 이유로 재앙적인 세금 제도에 저항하는 것에 만족했던 동안 원칙의 근거에 식민지 주민들의 주장을 지지하였다.
과연 폐지법은 또다른 사람들이 아메리카 숙고 집회를 비난하면서 동등한 단계가 겨우 통과되었고 "어떤 경우에도" 식민지들에 영국의 의회의 권한을 선언하여 피트가 제시한 원칙을 가장 공식적인 방식으로 하원이 거부했다.  식민지 주민들의 저항의 찬성에서 그의 언어는 이상하게 대담했고 그리고 토론의 자유가 불완전하게 양보되었을 당시 아마도 그 자신 외에는 누구도 처벌받지 않고 고용될 수 없었을 것이다.
피트는 자신이 그곳으로 돌아가라는 요청을 받았을 때 사무직을 떠난 지 오래되지 않았고 권유는 한번보다 더많이 새로워졌다.  1763년, 그리고 1765년 두번(5월과 6월)이나 그에게 접근되었지만 실패한 일들이 있었는 데 5월에 협상자는 켄트주에 있는 피트의 의석 헤이스로 직접 내려간 국왕의 삼촌 컴벌랜드 공작이었다.  그것은 그가 언제든지 자신의 조건에 따라 로킹엄 후작의 짧은 행정부에 가입하는 기회를 가졌다는것으로 알려졌고 그 대신과 합의를 거부하는 그의 지휘는 그의 공직 생활에서 다른 어떤 단계보다 더 일반적으로 비난을 받았다.

## 총리 재임

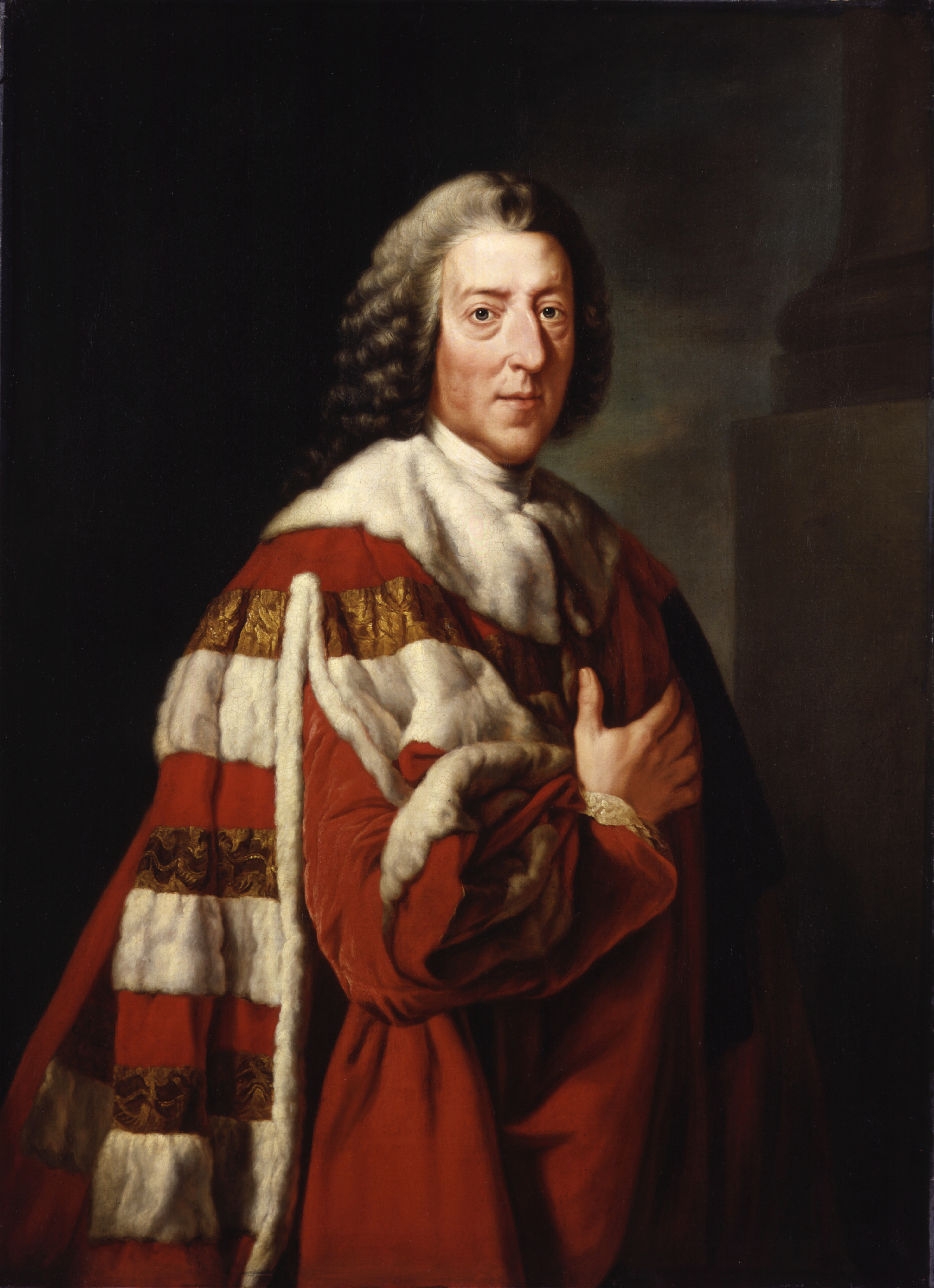
대 피트의 초상화 (리처드 브롬턴 작)

1766년 7월 로킹엄이 해고되었고 피트는 자신의 상태에 전체로 정부를 형성하는 일과 함께 국왕에 의하여 위임되었다.  결과는 개인 일원들에 평균보다 훨씬 강한 내각이었으나 그 구성의 다양성 속에서 무력감에 약했다.  사람들이 기억하기 쉬운 연설에 기억에 남는 구절에서 버크는 거대한 유머와 함께 이것의 "긍정적 혹은 부정적 그리고 반점이 있는 행정부를 묘사하여 그것에 관하여 "애국자들과 궁중들, 국왕의 친구들과 공화주의자들, 휘그당원들과 토리당원들... 정말 흥미로운 쇼이나 손대면 전혀 안전하지 않고 서 있을지 확신이 없다"고 말했다.
피트는 자신을 위하여 상원으로 자신을 제거하는 것을 불필요했던 옥새상서의 직위를 선택하였고 8월에 채텀 백작이자 피트 자작이 되었다.
그의 원칙 "남자가 아닌 대책"은 그가 '모든 정당의 구별을 파괴하여' 섬기는 것을 제안한 국왕에게 호소하였다.  그가 특히 대처하기에 적합한 것 같아 보였던 정부를 향한 문제들은 프랑스와 스페인에 의하여 파리 조약의 준수, 아메리카 식민지 주민들과 모국 사이의 긴장 그리고 동인도 회사의 상태였다.  옥새상서로서 직무의 일상에서 벗어나 스스로 자유를 선택한 그는 장점을 인지했지만 인맥을 고려하지 않고 임명을 잡았는 데 찰스 타운젠드를 재무부로 그리고 제2대 셸번 백작 윌리엄 페티를 아메리카 정세를 정돈하는 데 장관으로 임명하였다.  그는 격렬한 에너지로 자신의 의무에 착수했다.  아직 1768년 10월 그는 재앙적인 내각 후에 사임하여 제3대 그래프턴 공작 오거스터스 피츠로이에게 자신의 제1대장경으로 줄 수 있으면서 그런 리더십을 떠났다.
귀족제의 수락으로 위대한 평민은 존엄성을 얻은 만큼 인기도 갑자기 잃었다.  이 중에 하나의 중요한 징후가 어쩌면 언급되었을지도 모른다.  그가 권력을 잡을 가능성이 있다는 점을 감안할 때 이벤트를 축제벌이는 데 연회와 일반 조명을 위하여 런던에서 준비되었다.  그러나 축제는 그가 채텀 백작이 되었던 것으로 알려졌을 때 즉시 반대되었다.  대중 감정의 즉각적인 반감은 다소 비합리적이었고 피트의 건강은 그가 58세 밖에 안 되었을 때 이미 생겼던 유전적 질병으로 인하여 이제 의심할 여지 없이 엄청나게 망가진 것 같았다.  그러므로 그가 한직과 영주들의 안락함을 택한 것은 당연한 일이었다.  그러나 인기 있는 우상은 거의 항상 대중의 동정심에서 벗어나는 데 어려움을 겪었다.
새로운 내각의 가장 초기의 활동들 중 하나는 1766년 전례없는 나쁜 수확으로 인하여 결과를 가져온 기근을 예방하는 목적에 필요적으로 생각되었던 곡식에 금수조치를 취하는 것이엇다.  그 조치는 강력히 반대되었고 채텀 백작은 그 후원에 상원에서 자신의 첫 연설을 하였다.  그것은 그가 개인적으로 관심을 가졌던 자신의 정부에 의하여 소개되었던 거의 단 하나의 조치였을 것으로 증명하였다.
1767년 타운젠드는 차, 유리와 종이에 대한 의무를 생산하여 채텀이 그가 이해했던 것으로 생각했던 아메리카 식민지 주민들에게 매우 모욕적이었다.
그의 관심은 자라나는 인도의 정세의 중요성으로 향했고 자신이 항상 다소 신비로운 사람으로 여겨진 것에 자신이 공무에서 물러났을 때 그가 왕실에게 동인도 회사의 권력의 거의를 이전하기 위한 포괄적인 계획을 숙고하고 있었던 그의 서신에 증거가 있다.  실제로 그의 능력이 손상되지 않았는지에 대해서도 의문이 제기될 수 있어 내각이 다양하고 상충되는 이해관계를 대변하면서 아무 의문에 그는 아무 결정된 정책을 수행할 수 있었으나 그 일이 일어나면서 그는 자신의 재직의 거의 전체 기간 동안 신체적 그리고 정신적으로 무능력했다.
그는 자신의 동료들이 자신과의 인터뷰를 반복해서 긴급하게 요구했지만 그들 중 어느 것도 거의 본 적이 없었고, 궁정과 그의 소통을 항상 특정을 지었던 비록 깊고 거의 비참한 존경의 언어로국왕을 개인적으로 방문하는 데 그로부터 제공마저 거절되었다.  그것은 동시대와 그의 인기를 잃음에 실망했던 후대의 비평가들 둘다에 의하여 암시되었고 자신의 동료들과 협력하는 것이 불가능했다는 것을 확신한 그는 상황에 의해 강요된 무위로 인해 자신의 질병을 핑계로 과장했다.
그러나 그의 친구들이 대표하면서 거기에는 그가 정말로 사업에 완전히 적합한 상태에 잇었다는 의심으로 충분한 이유가 없다.  그는 광기에 가까운 일종의 정신적 소외와 함께 오직 괴로움을 받을 뿐으로 통풍의 고통으로부터 잠시 해방된 것 같았다.
아무 정책도 시작되지 않았던 일이 나중에 일어날 것으로 아마도 확신할 수 있을 것의 결과로 역사로 읽을 수 있는 자들은 1766년 후에 방지되거나 미국 독립 선언 마저 실질적으로 지연시킬 수 있었으나 당시 정치인들에게는 다가오는 이벤트는 모든 행동을 마비시키기 전에 너무 어두운 그림자를 드리워하지 않았고 만약 어떤 사람이라도 식민지 주민들의 커지는 불만을 달랠 수 있었거나 제국의 최후 국토 분할을 막을 수 있었다면 그것은 채텀 백작이었을 것이다.
그는 기존의 어려움을 제거하기 위해 아무것도 하지 않았으나 그러나 그의 동료들이 이별의 직접적인 원인이 되는 치명적인 단계를 밟았던 동안 수동적으로 남아있던 사실은 그 자체로 그의 전적인 무능력을 명백히 증명한다.  차와 다른 상품들에 수입의 부과는 타운젠드의 기획이었고 채텀 백작의 소원으로 반대하지 않았다면 1767년 그와 상의도 없이 시행되었다.  아마 그 일은 따라서 가장 임신한 측정은 잘 알려진 머리의 원칙들에 직접 반대한 것과 같아야 했던 이 독특한 행정부와 함쎄 연결에 가장 유일한 것이다.
오랫동안 사물은 그가 참정권이 없는 농민으로서 국가의 정부에서 내각의 우두머리가 되는 데 거의 몫이 없었던으로 이해되었던 이상한 위치에 남아있었다.  수장이 이끌 수 없거나 이끌지 않으려고 했기 때문에  부하들은 자연스럽게 그의 길이 아닌 그들 자신의 길을 선택했다.  채텀 백작의 정치의 노선들은 수입관세의 부과 외의 다른 경우들에서 버려졌고, 그의 상대들은 신뢰를 얻었으며 제1대 애머스트 남작 제프리 애머스트와 제2대 셸번 백작 윌리엄 페티는 그들의 직위들로부터 해고되었다.  1768년 10월에 드디어 그는 망가진 건강을 근거로 자신의 사임을 제출하였으며 개인적인 불만으로서 애머스트 남작과 셸번 백작의 해고를 언급하지 않았다.

## 이후의 생애

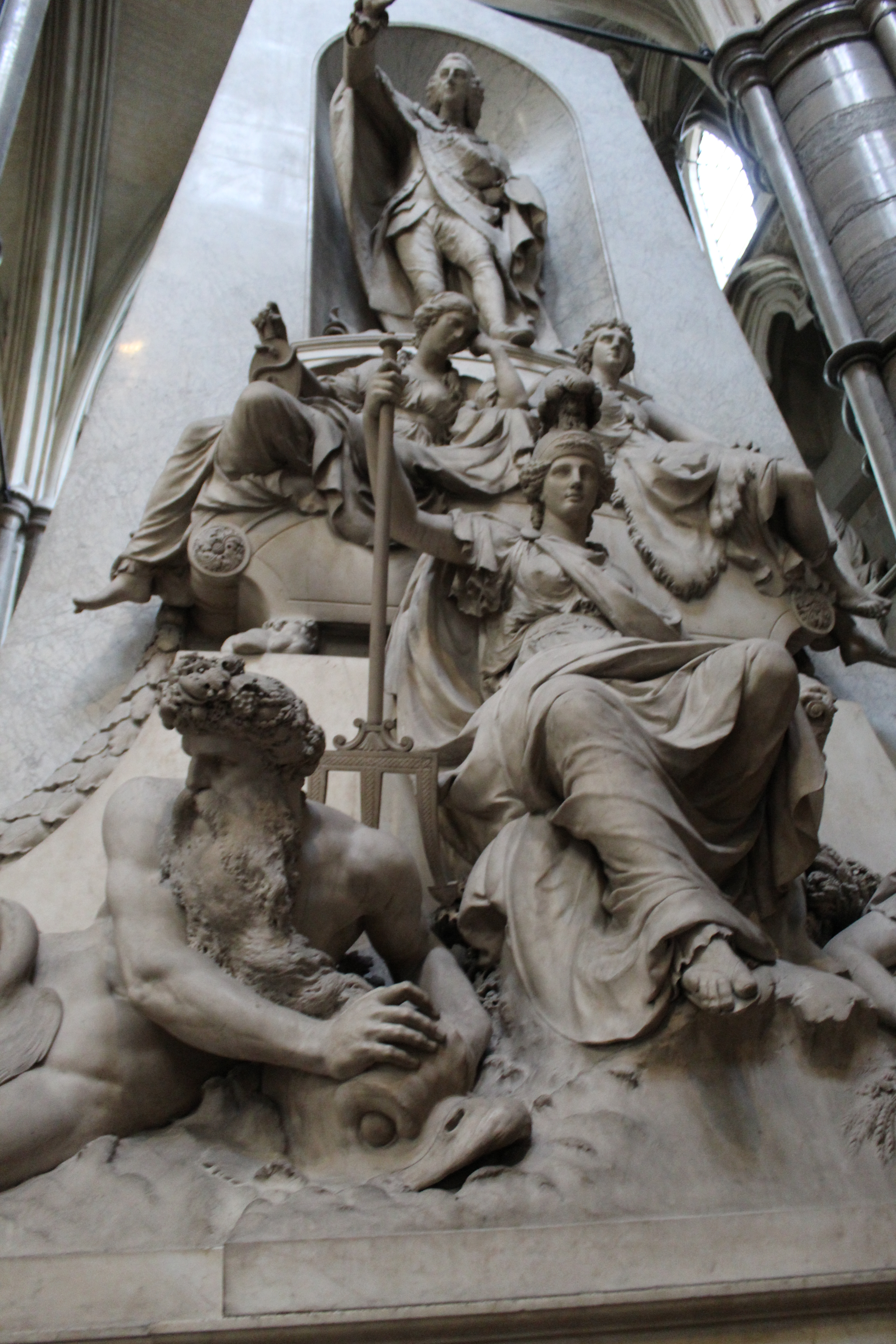
웨스트민스터 사원에 있는 대 피트 기념비

그의 사임 곧 후에 통풍의 새로운 공격이 채텀이 오랫동안 겪어 온 아래 정신 질환으로부터 그를 해방시켰다.  그는 1769년 7월 자신이 왕실 제방에서 대중에게 다시 나타났을 때 2년 반 가까이 은둔 생활을 해왔다.  하지만 1770년 그가 다시 상원 자리에 앉았을 때까지 그런 일이 없었다.
그가 미국의 상황에 관한 중력을 깨달으면서 채텀은 다시 경쟁에 들어가 '대중을 위하여 진지할 것'이며 '숲의 온화한 휘파람새들에게는 폭력의 허수아비'가 될 것을 선언하였다.  온건적인 휘그당원들은 채텀에 관하여 그가 '공중에 전체의 당들 위에 계속 떠 있으며 먹이가 가장 잘 잡힐 수 있는 곳으로 급강하할' 것을 원했던 것을 쓴 에드먼드 버크에 선지자를 찾았다.  '윌키스와 리버티'를 대표하여 채텀의 재빠른 급습의 피해자 제3대 그래프턴 백작 오거스터스 피츠로이도 그렇게 했다.  피트는 큰 문제, 불의의 냄새, 신민의 자유에 대한 위협으로 자신의 코를 잃지 않았다.  그러나 그래프턴은 노스 경 프레더릭 노스에 의하여 따라졌고 채텀은 농장으로 갔으며 그의 소들은 일반적으로 궁전 같은 외양간에 보관되었다.
미국에 채텀의 경고들은 전쟁의 전날까지 무시당했다.  그러고나서 그의 사건을 제시하려는 용감한 노력, 열정적은 기본적인 자유의 양보 - 미국 의회의 인정과 더불어 대표 없이 과세가 없고, 독립적인 판사들, 배심원에 의한 재판이 의회의 무지와 자만심으로 인해 실패했다.  자신의 마지막 세월에 그는 자신의 정치적 거래에 관한 불일치 속에서도 변함없이 존재해 온 영국의 주체의 권리를 위해 근심을 표현하는 말들을 다시 찾아냈다.  1775년 1월 상원은 그의 화해를 위한 법안을 거부했다.  전쟁이 터진 후, 그는 미국이 정복당할 수 없다고 경고했다.
주로 로킹엄의 당과 제휴를 형성하지 않은 중대한 실수 때문에 이제 거의 개인적인 추종자들을 갖게 되었다.  그러나 그의 웅변은 예전처럼 강력했고 그 권력은 모든 사람의 관심을 사로잡는 문제가 되었던 미국과 경쟁에서 정부의 정책에 반대 방향으로 향했다.  상원에 그의 최종 출연은 아무 기간에 미국과 평화를 체결하는 데 그에게 기도하는 연설을 위하여 제2대 리치먼드 공작 찰스 레녹스의 동의에 따라 1778년 4월 7일에 있었다.
프랑스의 적대적인 시위를 고려하여 다양한 정당들은 그러한 조치의 필요성을 전반적으로 인식하게 되었다.  그러나 채텀은 그의 삶의 주된 목표가 겸손하게 하는 것이었던 '천적'으로 이미 복종을 의미했던 단계의 생각들을 견딜 수 없었고, 그는 비록 슬프게도 약해진 활력으로, 그 움직임에 반대하여 숙고적인 시간을 선언하였다.  리치먼드 공작이 답변한 후, 그는 마치 말할 듯이 다시 흥분해서 일어나 자신의 앞가슴에 손을 눌렀고 발작을 일으켜 쓰러졌다.  자신이 쓰러지기 전에 그의 마지막 말들은 "내 영주들이여, 모든 상태는 절망보다 낫습니다.  만약 우리가 타락해야 한다면 남성들처럼 남자답게 타락합시다."였다.  제임스 해리스 의원은 제1대 누전트 백작 로버트 누전트가 상원에서 채텀의 마지막 말들은 "만약 미국인들이 독립을 옹호한다면 그들은 자신들의 길에서 나를 찾을 것입니다."였고 그의 최후의 말들 (그의 아들 제2대 채텀 백작 존 피트에게 했던)은 "너의 죽어가는 아버지를 떠나고 너의 나라를 방어하러 가거라"고 말했던 것을 자신에게 말했던 것들을 기록하였다.
그는 자신의 아들 윌리엄이 호메로스 (헥토르의 사망에 관한 구절)를 자신에게 읽어주었던 헤이스에서 자신의 의석으로 제거되었다.  11월 5일 채텀은 사망하였다.  우아한 만장일치로 모든 정당들은 국가적 손실에 대한 그들의 감정을 보여주기 위해 결합하였다.  하원들은 사망한 정치인이 공계 장례식의 영예로 안장될 것을 기도하는 국왕에게 연설을 제시하였고 웨스트민스터 사원에 있는 그의 무덤에 세워진 공공 기념물을 위하여 총계에 투표하였다.  길드홀에서 도시로 자신이 의미했던 버크의 비문은 "그는 '상업이 결합된 장관이자 전쟁으로 번영하는 데 만들어졌다."고 요약되어 있다.  장례식이 있던 곧 후에 백작령에서 그의 승계자들에 4천 파운드의 연금을 지급하는 법안이 통과되었다.  그는 둘째 아들 윌리엄이 잉글랜드 역사상 거대한 이름들 중의 하나로 새로운 광채를 더할 운명이었던 3명의 아들과 2명의 딸들의 가족이 있었다.
새뮤얼 존슨 박사는 다음과 같이 말하면서 보고되었다 -
월폴은 국민들에게 국왕에 의하여 주어진 대신이었으나 피트는 국왕에게 국민들에 의하여 주어진 대신이었다.
이 잉글랜드의 정치인들 중에 채텀의 독특한 위치를 정확히 나타낸다.  그는 자신의 개인적 추종자들이 항상 작았던 하원에서 그 대표들로부터 뚜렷하면서 다수에 국가의 지지에서 주요 강점이 놓인 첫 대신이었다.  그는 정통적으로 형성하는 데 느리고 활동을 하는 데 느렸어도 여론이 국가에서 가장 중요한 권력의 종말에 있는 것을 분별하는 데 첫 사람이었으며 비상시에만 사용하는 것이 아니라 정치 경력 전반에 걸쳐 사용할 수 있던 첫 사람이었다.
그는 대중의 감정이 이제 효과적으로 매일 매일 - 거의 매시간 정부의 활동에 말하는 것에 관한 것이 되었던 것에 의하여 잉글랜드 정치의 운동에서 그 거대한 변화의 시작을 알린다.  그는 자신의 미덕과 감정은 똑같았기 때문에 동포들의 동정과 칭찬을 받을 만한 자격을 갖추고 있었다.  그는 가끔 변덕스러웠고, 정통적으로 다루기 힘들고 권위주의적이었으며 토머스 배빙턴 매콜리가 진정한 위대함과는 거의 양립할 수 없는 것 같다고 주목했던 항상 화려하고 어느 정도 영향력이 있었다.
마지막 품질의 증거는 그의 편지들의 어색한 스타일에 가구가 비치되어 있고 그가 자신의 출석에 앉는 데 그의 부장관들을 전혀 허락하지 않았던 것을 수어드에 의하여 기록된 사실에 있다.  버크는 "진정한 채텀의 스타일로 의미 있고, 화려하고, 은밀하고, 설명적이고, 모호한 문제"에 관하여 말한다.  그러나 이러한 결함들은 그의 동료들의 내부 동아리에게만 알려졌다.
외부 대중에게 그는 "아무것도 기초가 없이" 할 수 있고 누가 고통을 받을 수 있었고 자신 아래 섬겼던 전체에게 자신의 불굴의 에너지와 용기를 주입했던 드문 권력을 가졌던 정치인으로서 사랑받았다.  "힘찬 외교 정책"은 잉글랜드에서 항상 인기가 있어왔고 피트는 그가 그런 정책의 가장 성공적인 대표자였기 때문에 가장 인기있던 잉글랜드의 대신이었다.  내부 정책에서 그의 영향력은 작았고 거의 전체적으로 간접적이었다.  그 자신은 재정의 의문들과 다루는 것으로 자신의 부적격함을 고백했다.  그의 전쟁 정책에 의하여 이루어진 산업적 번영은 글래스고 같은 산업의 중심지들의 상승에 최고의 순간의 영구적 효과들을 가졌어도 이렇게 생산된 재산은 항상 다음과 같아야 하면서 대부분이 망상적이었다.  하지만 이것은 그가 의도하거나 예견할 수 없었던 먼 결과였다.

## 가족
채텀 백작 피트는 1754년 10월 16일 리처드 그렌빌과 제1대 템블 백작 부인의 외동딸 헤스터 그렌빌 (1720년-1803년)에게 결혼하여 5명의 자녀들 두었다.
- 귀부인 헤스터 피트 (1755년 10월 19일 - 1780년 7월 20일) - 1774년 12월 19일 제3대 스탠호프 백작 찰스 스탠호프과 결혼하여 3명의 자녀를 두었음.

- 제2대 채텀 백작 존 피트 (1756년 10월 9일 - 1835년 9월 24일) - 메리 타운젠드와 결혼.

- 귀부인 해리엇 피트 (1758년 4월 18일 - 1835년) 제1대 엘리엇 남작 에드워드 크래그스엘리엇의 아들 에드워드 제임스 엘리엇과 결혼하여 아들 1명을 두었음.

- 윌리엄 피트 (1759년) (1759년 5월 28일 - 1806년 1월 23일) - 또한 총리를 지냈으며 미혼.

- 제임스 찰스 피트 (1761년 4월 24일 - 1780년 11월 13일), 앤티가섬에서 사망한 영국 왕립 해군 사관이며 미혼.

## 서훈
- 1766년 채텀 백작 작위 서임(1st Earl of Chatham)